# الدمن (إب)
الدمن هي إحدى قرى الجمهورية اليمنية. وهي تتبع جغرافيًا لمحافظة إب. وإداريًا لمديرية ذي السفال. يبلغ تعداد سكانها 1076 نسمة حسب الإحصاء الذي جرى عام 2004.